# Wenedykt Aleksijtschuk

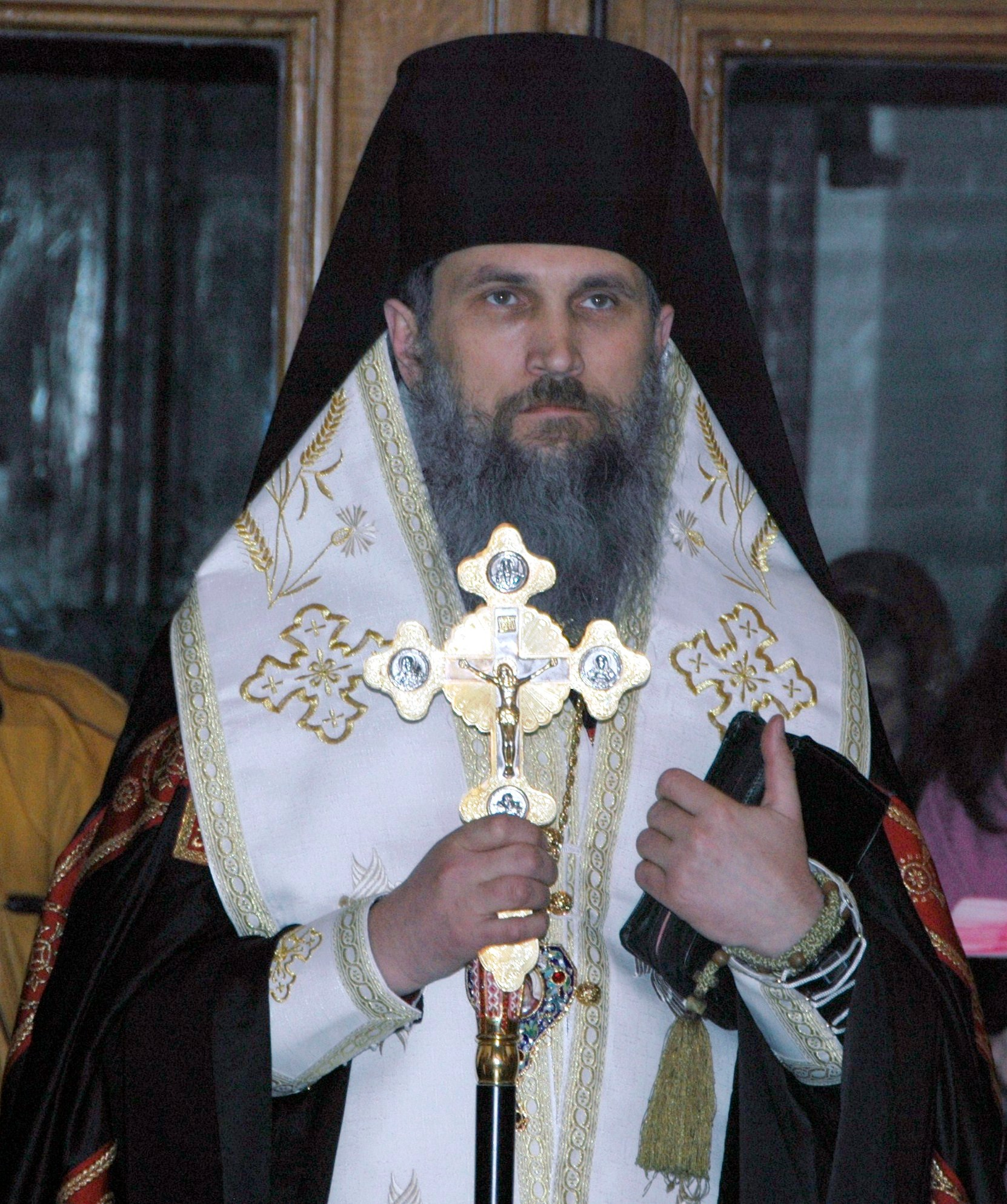
Weihbischof Wenedykt Aleksijtschuk

Wappen

Wenedykt (Walerij) Aleksijtschuk MSU (ukrainisch Венедикт (Валерій) Алексійчук; * 16. Januar 1968 in Borschtschiwka, Ukrainische SSR) heißt mit Ordensnamen Venedykt (deutsch: Benedikt) und ist ukrainisch griechisch-katholischer Bischof von Chicago.

## Leben
Als Kind und Jugendlicher erlebte Wenedykt Aleksijtschuk die Kirche nur im Untergrund. Seine Mutter, eine Lehrerin, nahm ihn gelegentlich mit in die Kirche. Da sich Kirchenbesuche für den beruflichen Werdegang negativ auswirkten, hatte er auch keinen intensiven Kontakt zum christlichen Glauben. Im Anschluss an den Schulbesuch und Militärdienst arbeitete Wenedykt in der Krankenpflege. Nach dem Zerfall der Sowjetunion und dem nationalen Neubeginn der Ukraine kam er zur Kirche zurück. Er nahm mit dem theologischen Seminar in Lemberg Verbindung auf und begann ein Theologiestudium.
Am 9. Oktober 1991 weihte ihn Philemon Kurchaba CSsR, der  Weihbischof in Lwiw, zum Diakon. Die Priesterweihe folgte am 29. März 1992 durch Myroslaw Ivan Kardinal Ljubatschiwskyj. Seit 1992 arbeitete er als Seelsorger in Bystrytsya, einem Dorf in der Westukraine. 1993 trat er in  die Ordensgemeinschaft des Studitenordens ein und legte am 31. Dezember 1995 sein Ordensgelübde ab. Sein Orden sandte ihn, der als Ordenspriester den Namen Benedikt gewählt hatte, in die Ostukraine.
Die Ordensleitung beauftragte Pater Benedikt mit einer Missionsarbeit nach Polazk in Belarus. Er konnte sich in Russisch, Belarussisch und Ukrainisch unterhalten und predigte auch in diesen Sprachen. Die belarussischen Behörden beobachteten den jungen Priestermönch mit kritischen und argwöhnischen Augen. Dieses führte zu einem Konflikt mit der Regierung. Pater Benedikt wurde nach Kanada entsandt und betreute eine Gemeinde. Am 17. April 1999 wählte man ihn zum Hegumen des Studitenklosters in Uniw, 2005 wurde er in seinem Amt bestätigt.
Am 14. Juli 2010 wählte ihn die Bischofssynode der griechisch-katholischen Kirche der Ukrainer zum Weihbischof in Lemberg. Diese Wahl wurde am 3. August 2010, mit der gleichzeitigen Ernennung zum Titularbischof von Germaniciana, durch Papst Benedikt XVI. bestätigt. Er wurde am 5. September 2010 von Erzbischof Ihor Wosnjak CSsR (Lemberg) und den Mitkonsekratoren Julian Voronovsky MSU (Weihbischof in Lemberg) und Paul Patrick Chomnycky OSBM (Bischof von Stamford, USA) zum Bischof geweiht.
Papst Franziskus ernannte ihn am 20. April 2017 zum Bischof der Eparchie Saint Nicolas of Chicago. Die Amtseinführung in Chicago fand am 29. Juni desselben Jahres statt.